# Frank Gustav Beucker
Frank Gustav Beucker (* 10. Februar 1942 in Schwelm) ist ein ehemaliger deutscher Politiker (SPD) und Abgeordneter des Hessischen Landtags.

## Ausbildung und Beruf
Nach dem Abitur studierte er Sozialwissenschaften in Göttingen und schloss dieses Studium 1968 als Diplom-Sozialwirt ab. Anschließend arbeitete er als Angestellter bei den Wiesbadener Stadtwerken.

## Politik
Seit 1966 ist Beucker Mitglied der SPD. Er war seit dem 25. April 1975 Vorsitzender der SPD Wiesbaden. 
Vom 1. Dezember 1972 bis zum 4. April 1995 war er über sechs Wahlperioden lang Mitglied des Hessischen Landtags. Er wurde im Wahlkreis Wiesbaden II gewählt.